# 遺珠
| ウィキペディアには「遺珠」という見出しの百科事典記事はありません（タイトルに「遺珠」を含むページの一覧/「遺珠」で始まるページの一覧）。 代わりにウィクショナリーのページ「遺珠」が役に立つかもしれません。 |